# أطفال وستبفورد (فلم)
أطفال وستبفورد (بالإنجليزية: The Stepford Children) فيلم إثارة عُرض على التلفزيون سنة 1987، مستوحى من رواية ايرا ليفين وزوجات ستبفورد قدم لأول مرة على ان بي سي كجزء من أفلام ليلة الأحد يوم الاثنين 15 مارس 1987 وهو الثاني من سلسلة الأفلام المستوحاة من روايى عام 1971 والفيلم من إخراج آلان J. ليفي، الذي كتبه بيل بليش وتألق
فيه باربرا إيدن ودون موراي.